# Diplocyclos
Diplocyclos là một chi thực vật có hoa trong họ Cucurbitaceae.

## Loài
Chi Diplocyclos gồm các loài: